# Bruno Alicarte
Bruno Alicarte (Perpinyà, Rosselló, 18 de gener de 1972) és un futbolista nord-català. Va jugar de defensa lateral des de finals de la dècada del 1980 fins a començaments de la dècada del 2000.
Format al Montpellier HSC, va jugar principalment al SC Bastia i al Neuchâtel Xamax. El seu germà petit, Hervé Alicarte, també és futbolista professional.

## Biografia
Bruno Alicarte va descobrir el futbol al FC Canet 66 i després es va incorporar al centre de formació del Montpellier HSC. Va debutar en el primer equip en la temporada 1989-1990 a la 38a i última jornada del campionat en un partit entre el MHSC i l'AS Cannes. Va entrar al camp en el minut 85 substituint Vincent Guérin i ambdós equips van empatar a un. En les temporades següents va jugar poc i va haver d'esperar a la temporada 1993-1994 per començar a jugar amb assiduïtat. Va jugar la final de la Copa de França contra l'AJ Auxerre. Va entrar al campe en el minut 57 en substitució de Bertrand Reuzeau en un partit en que el seu equip va perdre per tres gols a zero. La lesió de Serge Blanc li va permetre la temporada següent esdevenir titular de la defensa montpellerina i disputar 27 partits del campionat.
En 1995 va ser cedit al SC Bastia, i la temporada següent al Deportivo Alavés, club de segona divisió espanyola, on només va restar una temporada, ja que el 1997 es va incorporar al Neuchâtel Xamax, entrenat per Gilbert Gress qui l'havia intentat fitxar el gener de 1995. Amb aquest cluc va disputar la copa de la UEFA però en la segona temporada va perdre la condició de titular. Aleshores resta sense club i torna al Montpellier HSC on juga de reserva una temporada.
En 2001 es va incorporar a l'Associação Naval 1º de Maio de la segona divisió portuguesa de futbol, i després d'estar novament un any sense club va acabar la seva carrera professional la temporada 2003-2004 al Stade lavallois de la Ligue 2.

## Estadístiques
Aquesta tabla resumeix les estadístiques dels partits oficials de Bruno Alicarte durant la seva carrera professional:
| Temporada   | Club                        | País       | Campionat      | Campionat  | Campionat  | Copes nacionals | Copes nacionals | Copa d'Europa | Copa d'Europa | Copa d'Europa |
| Temporada   | Club                        | País       | Divisió        | Partits    | Gols       | Partits         | Gols            | Tipus         | Partits       | Gols          |
| ----------- | --------------------------- | ---------- | -------------- | ---------- | ---------- | --------------- | --------------- | ------------- | ------------- | ------------- |
| 1989 - 1990 | Montpellier HSC             | França     | Division 1     | 1          | 0          | -               | -               | -             | -             | -             |
| 1990 - 1991 | Montpellier HSC             | França     | Division 1     | -          | -          | -               | -               | -             | -             | -             |
| 1991 - 1992 | Montpellier HSC             | França     | Division 1     | 2          | 0          | 1               | 0               | -             | -             | -             |
| 1992 - 1993 | Montpellier HSC             | França     | Division 1     | 4          | 0          | -               | -               | -             | -             | -             |
| 1993 - 1994 | Montpellier HSC             | França     | Division 1     | 15         | 0          | 4               | 0               | -             | -             | -             |
| 1994 - 1995 | Montpellier HSC             | França     | Division 1     | 27         | 0          | 2               | 0               | -             | -             | -             |
| 1995 - 1996 | SC Bastia                   | França     | Division 1     | 20         | 0          | -               | -               | -             | -             | -             |
| 1996 - 1997 | Deportivo Alavés            | Espanya    | Segona divisió | 9          | 0          | -               | -               | -             | -             | -             |
| 1997 - 1998 | Neuchâtel Xamax             | Suïssa     | LNA            | 24         | 1          | 1               | 0               | C3            | 6             | 0             |
| 1998 - 1999 | Neuchâtel Xamax             | Suïssa     | LNA            | 15         | 0          | 1               | 0               | -             | -             | -             |
| 1999 - 2000 | Montpellier HSC             | França     | Division 1     | -          | -          | -               | -               | -             | -             | -             |
| 2000 - 2001 | sense club                  | sense club | sense club     | sense club | sense club | sense club      | sense club      | sense club    | sense club    | sense club    |
| 2001 - 2002 | Associação Naval 1º de Maio | Portugal   | Liga de Honra  | 18         | 0          | 2               | 0               | -             | -             | -             |
| 2002 - 2003 | sense club                  | sense club | sense club     | sense club | sense club | sense club      | sense club      | sense club    | sense club    | sense club    |
| 2003 - 2004 | Stade lavallois             | França     | Ligue 2        | 10         | 0          | 1               | 0               | -             | -             | -             |
| Total       | Total                       | Total      | Total          | 135        | 1          | 9               | 0               | -             | 6             | 0             |